# Râul Șarba, Slimnic
Râul Șarba este un curs de apă, afluent al râului Slimnic. 

## Hărți
- Harta județului Sibiu